# Медиков, Виктор Яковлевич
Ви́ктор Я́ковлевич Медиков (род. 16 сентября 1950 года, Новокузнецк Кемеровской области, РСФСР, СССР) — экономист, доктор экономических наук, профессор, политик, народный депутат СССР и РФ.

## Биография
Родился 16 сентября 1950 года в городе Сталинске Кемеровской области. Окончил Сибирский металлургический институт имени С. Орджоникидзе в 1973. в 1978 защитил диссертацию «Использование производственных мощностей в прокатном производстве». В 1987 году защитил докторскую диссертацию «Стратегия развития промышленного предприятия». Проректор по научной работе Сибирского металлургического института имени С. Орджоникидзе (1988—89 гг.). Народный депутат СССР (1989—92 гг.) (Депутат Верховного Совета СССР с июня 1989 по декабрь 1990). Избран в ГосДуму в 1993, 1995 по Новокузнецкому одномандатному округу . В госдуме 1 созыва был членом Комитета ГД по собственности, приватизации и хозяйственной деятельности В госдуме 2 созыва работал в комитете по охране здоровья. Доктор экономических наук («Стратегия развития промышленного предприятия», 1988).
Профессор-консультант на кафедре Экономики и управления производством с 1987 /менеджмента и отраслевой экономики СибГИУ c 2016 по 2021.
Лауреат Международной премии Мира Гузи (Gusi Peace Prize International) в области экономики и научных инноваций (2011 г.).